# Цю Менхуан
Цю Менхуан (спрощ.: 邱孟煌; піньїнь: Qiū Mènghuáng, 12 грудня 1968), також знаний як А Цю (спрощ.: 阿丘) — китайський тележурналіст і блогер.
Цю Менхуан народився в Шаньтоу в провінції Гуандун 12 грудня 1968 року, обоє його батьків були військовими. Мати Цю була репатрійованою китаянкою з Малайзії. Він був зарахований до Педагогічного коледжу Гуансі (сучасний Наньнінський педагогічний університет) за спеціальністю «політична економія». Після закінчення навчання в 1989 році його призначили на фабрику з друку та фарбування бавовняної тканини в Наньніні як політичного кадрового працівника профспілки. У 1992 році він став драматургом художнього театру в Наньніні.
21 квітня 2003 року Цю став працювати телеведучим Центрального телебачення Китаю (CCTV). Він був ведучим кількох програм, зокрема «Суспільство в новинах» (社会记录), «Еліта» (人物新周刊) та «Щоденні історії» (天天故事汇).
У листопаді 2019 року ходили чутки, що Цю «звільнили з CCTV, і більше ніколи не візьмуть туди на роботу». Однак це повідомлення було ним спростовано.
Під час епідемії COVID-19 у Китаї 26 лютого 2020 року Цю опублікував на Sina Weibo: "Незважаючи на те, що стереотип «хворої людини Азії» був зруйнований протягом понад століття, чи не змогли б ми бути більш м'якими та вибачливими в своєму тоні, тому смиренно одягніть маски на обличчя, вклоніться світу та скажіть «вибачте за безлад». Згодом пост було видалено, однак багато китайських користувачів соціальних мереж звинуватили Цю у «зраді Китаю» та «забезпеченні моральної основи для глобальної сінофобії». 4 березня CCTV оголосила, що Цю «повністю заборонено вести телепередачі».